# Hemostàsia
L'hemostàsia (del grec αἱμόστασις, compost d'αἷμα «sang» i στάσις «aturar») és el procés que realitza l'organisme per aturar l'hemorràgia sanguínia aconseguint que la sang no surti dels vasos sanguinis.
Aquest procés està controlat per l'endoteli i es realitza en dues fases: primària i secundària. Després d'una lesió, l'endoteli antihemostàsic es converteix en prohemostàtic. Durant aquest procés hi ha la secreció de factor tissular (FT), formació de trombina, permet l'adhesió plaquetària, produeix activadors de plaquetes, leucòcits i monòcits.
El flux sanguini és important, ja que provoca una sèrie de canvis com la fluïdesa, l'hemostàsia normal, facilita el transport de plaquetes, factors a la lesió, neteja l'àrea de plaquetes i factors activats. Els leucòcits i els eritròcits intervenen en l'hemostàsia. Aquests últims influencien en l'hemostàsia alliberant adenosina i difosfat per l'adhesió plaquetària i augmenten la reactivitat plaquetària. Els neutròfils inhibeixen l'activació plaquetària i així regulen el coàgul de la sang. Durant el procés de l'hemostàsia poden distingir diferents fases: vasoconstricció, hemostàsia primària (conté la fase plaquetària), hemostàsia secundària (conté la fase fluida) i la fibrinòlisi.

## Hemostàsia primària
És el procés de formació del "tap hemostàtic primari" o "tap plaquetari", iniciat segons després del traumatisme vascular. El tap es forma perquè els trombòcits s'adhereixen fortament al col·lagen lliure del vas sanguini afectat, això desencadena l'alliberament de múltiples substàncies químiques. L'hemostàsia primària controla l'hemorràgia per mitjà de la vasoconstricció i la fase plaquetària, la qual conté diferents processos.

### Vasoconstricció
La vasoconstricció és molt important en el control de l'hemorràgia. És una resposta transitòria immediata (produïda pel SN simpàtic) quan es produeix una lesió d'un vas sanguini, desencadenant un espasme vascular que disminueix el diàmetre del vas i retarda l'hemorràgia. Així mateix, la vasoconstricció afavoreix la marginació de les cèl·lules sanguínies, apropant-les al lloc de la lesió, de manera que es faciliten les interaccions entre les plaquetes i l'endoteli.

### Fase plaquetària
Les plaquetes són restes citoplasmàtics dels megacariòcits. Tenen grànuls que contenen múltiples factors hemostàtics, inflamatoris, actina que retrau el coàgul i que permet el canvi de forma i contracció plaquetària. El sistema canicular citoplasmàtic permet intercanviar substàncies amb el plasma. La membrana accelera l'hemostàsia. La formació del coàgul plaquetari té diferents fases. Primer les plaquetes s'adhereixen al subendoteli exposat a la sang, s'uneixen al col·lagen vascular i després es converteix en esferes pseudòpodes. Després s'inicia la secreció de substàncies que afavoreixen l'acceleració de la formació del coàgul i la reparació tissular. Tot seguit els agonistes s'uneixen als seus receptors plaquetaris i permeten la unió a altres plaquetes fent créixer el coàgul (agregació). El fibrinogen i el seu receptor, la glicoproteïna Iib/IIIa són necessaris per a l'agregació. Per acabar, quan les plaquetes estan activades acceleren la formació de fibrina en proveir els fosfolípids de les reaccions de la fase fluida. La membrana activa exposa els fosfolípids negatius, expressa lligands per als factors Va, VIIIa, IX, IXa i Xa i ofereix una superfície ideal per les reaccions hemostàtiques.

## Hemostàsia secundària
En l'hemostàsia secundària hi ha la formació de fibrina. En aquesta segona etapa hi ha la "fase fluida", en la qual es converteix el fibrinogen en fibrina mitjançant trombina. L'hemostàsia requereix una xarxa de fibrina insoluble formada en la fase fluida. Els factors romanen en la sang, encara que alguns són extravasculars. El factor tissular (FT) extravascular s'activa al contacte amb sang. Els factors II, VII i X depenen de la vitamina K per la seva síntesi hepàtica.

### Fase fluida
L'objectiu de la fase fluida és convertir una proteïna plasmàtica soluble, el fibrinogen, en un altre insoluble, la fibrina. Aquesta conversió depèn de la trombina. Aquesta formació de trombina depèn de dues vies o cascades de reaccions. Aquestes són:
- Via extrínseca. Aquesta via s'activa quan la sang es posa en contacte amb els teixits, ja que l'únic factor que es troba fora de la circulació (extrínseca), és el factor tissular (FT). La fase fluida s'inicia per aquesta via, no obstant, la intrínseca cal pel manteniment i ampliació de la formació de fibrina. La fase fluida s'inicia per aquesta via. La via extrínseca s'inicia amb el complex FT-FVII que activa al FX i al FIX. L'activació directa per la via extrínseca és breu i insuficient per sostenir l'hemostàsia. Així hi ha una altra via la intrínseca per poder mantenir l'hemostàsia.
- Via intrínseca. Aquesta via s'inicia al contacte de la sang amb cèl·lules no hemàtiques o amb superfícies estranyes als vasos. El FIX s'activa per les dues vies de la fase fluida i es converteix en FIXa que al seu torn converteix el FX en Fxa en presència del FVIIIa, fosfolípids i calci. La intrínseca cal pel manteniment i ampliació de la formació de fibrina.

## Fibrinòlisi
Durant aquesta fase de l'hemostàsia es produeix la desintegració del coàgul sanguini. Després que el coàgul s'ha establert, comença la reparació dels teixits afectats amb el procés de cicatrització. Per fer possible això el coàgul és colonitzat per cèl·lules que formaran nous teixits i en el procés va sent degradat. La degradació de la fibrina (fibrinòlisis), component majoritària del coàgul, és catalitzada per l'enzim plasmina, una serina proteasa que ataca els enllaços peptídics a la regió triple hèlix dels monòmers de fibrina.
La plasmina es genera a partir del plasminogen, un precursor inactiu; activant-se tant per l'acció de factors intrínsecs (propis de la cascada de coagulació) com a extrínsecs, el més important dels quals és produït per l'endoteli vascular. Se'l denomina "activador tissular del plasminogen" (aTP). La urocinasa s'elimina per l'orina i activa el plasminogen de l'endoteli urogenital.